# Asfaltenos

Posible estructura de la molécula asfalténica

Los asfaltenos son una familia de compuestos químicos orgánicos del petróleo crudo y representan los compuestos más pesados y por tanto, los de mayor punto de ebullición. 
Los asfaltenos son, estadísticamente, un conjunto de compuestos muy similares entre sí, compuestos por una elevada cantidad de anillos aromáticos unidos entre sí por cadenas de tipo parafínico y con polaridad relativamente alta (proporcionada mayoritariamente por la presencia de heteroátomos y metales). Son insolubles en los maltenos del propio crudo de petróleo cuando se provoca su desestabilización.
A nivel de laboratorio se definen como la fracción orgánica del crudo que es insoluble en n-parafinas (por ejemplo n-heptano) y solubles en compuestos aromáticos (por ejemplo tolueno o benceno).
Su inestabilidad durante el proceso de extracción y transformación del crudo de petróleo se debe a variaciones en la composición del mismo, originadas de forma habitual por variaciones en la presión o adiciones de solventes externos. La inestabilización conlleva que los asfaltenos salgan de la matriz de crudo en forma de sólidos que, una vez aislados en el laboratorio, tienen un aspecto pardo o negruzco normalmente brillante.
Su interés proviene de los problemas de aseguramiento de flujo que surgen distintos puntos durante la extracción en yacimientos o el tratamiento en refinerías al ser sólidos que obstruyen tuberías o desactivan catalizadores.